# Краєзнавчий музей села Нехайки
Народний історико-краєзнавчий музей села Нехайки — історико-краєзнавчий музейний заклад знаходиться у селі Нехайки Золотоніського (раніше Драбівського) району Черкаської області.

## Історія
Створено Нехайківський Народний історико-краєзнавчий музей у 1984 році й відкрито 2 травня 1984 року у приміщенні старої школи села Нехайки з нагоди 40-річчя Перемоги у Другій Світовій (на час відкриття музею термін «Великій Вітчизняній») війні. На відкритті музею були присутні двічі Герой Радянського Союзу, генерал-майор авіації у відставці Іван Никифорович Степаненко (13.04.1920, Нехайки — 31.05.2007, Черкаси) та Герой Радянського Союзу Василь Григорович Романюк (зо.01. 1910, С. Драбів — 31.07.1993). І. Н. Степаненко — уродженець села Нехайки, військовий льотчик, на вшанування пам'яті авіатора у селі встановлено бронзове погруддя Героя. В. Г. Романюк — уродженець с. Драбів, інструктор-випробувач парашутів, заслужений тренер СРСР з парашутного спорту.
Ініціатором створення музею був директор Нехайківської середньої школи, краєзнавець Володимир Григорович Деркач. Матеріали та експонати для музею збиралися протягом 18 років. Велику підтримку в організації музею надали ініціативному та наполегливому досліднику педагогічний та учнівський колективи Нехайківської середньої школи, керівництво місцевого колгоспу та громадськість села.
Рішенням Нехайківської сільської ради від 13.03.2012 № 12-0/УІ музей взято на баланс сільської ради. Прийнято Статут музею, введено штатну одиницю директора музею, відповідне фінансування музею по його утриманню.

## Експозиція
Площа музею становить 350 м2. Загальна кількість експонатів музею налічує 1273 екземпляри.
В експозиції музею 11 залів:
- 1 зал — Далеке минуле нашого краю. У залі дуже багато експонатів, які оповідають про історію заснування козацького села. Серед них — наконечник списа, рештки вази скіфського періоду, козацька глиняна люлька, ікони, побутові речі того періоду.
- 2 зал — Дореволюційний розвиток села. Має в наявності фотокопії документів зі згадкою про Нехайки ХVІІІ ст., гроші, аршини, рідкісне видання творів Івана Нечуя-Левицького.
- 3 зал — Розвиток села 1917—1941 рок:
- 4 зал — Зал пам'яті. Експозиція залу вміщує світлини та документи загиблих односельчан, макет вічного вогню, солдатські каски, рештки зброї, нагороди бійців, назви частин, які визволяли село.
- 5 зал — Село в період Другої світової війни.
- 6 зал — Зал І. Н. Степаненка складають особисті речі авіатора, біографія, документи.
- 7 зал — Виставковий зал.
- 8 зал — Зал відбудови села після Другої Світової війни. Предмети залу показують історію села у післявоєнний період.
- 9 зал — Зал Слави.
- 10 зал — Зал природи.
- 11 зал — Зал воїнів АТО.

Експозиція музею постійно оновлюється і доповнюється новими матеріалами.